# Epinephelus malabaricus
Mérou malabar
Espèce
Statut de conservation UICN

 LC  : Préoccupation mineure
Epinephelus malabaricus, communément nommé Mérou malabar,, est une espèce de poissons marins de la famille des Serranidae.

## Description

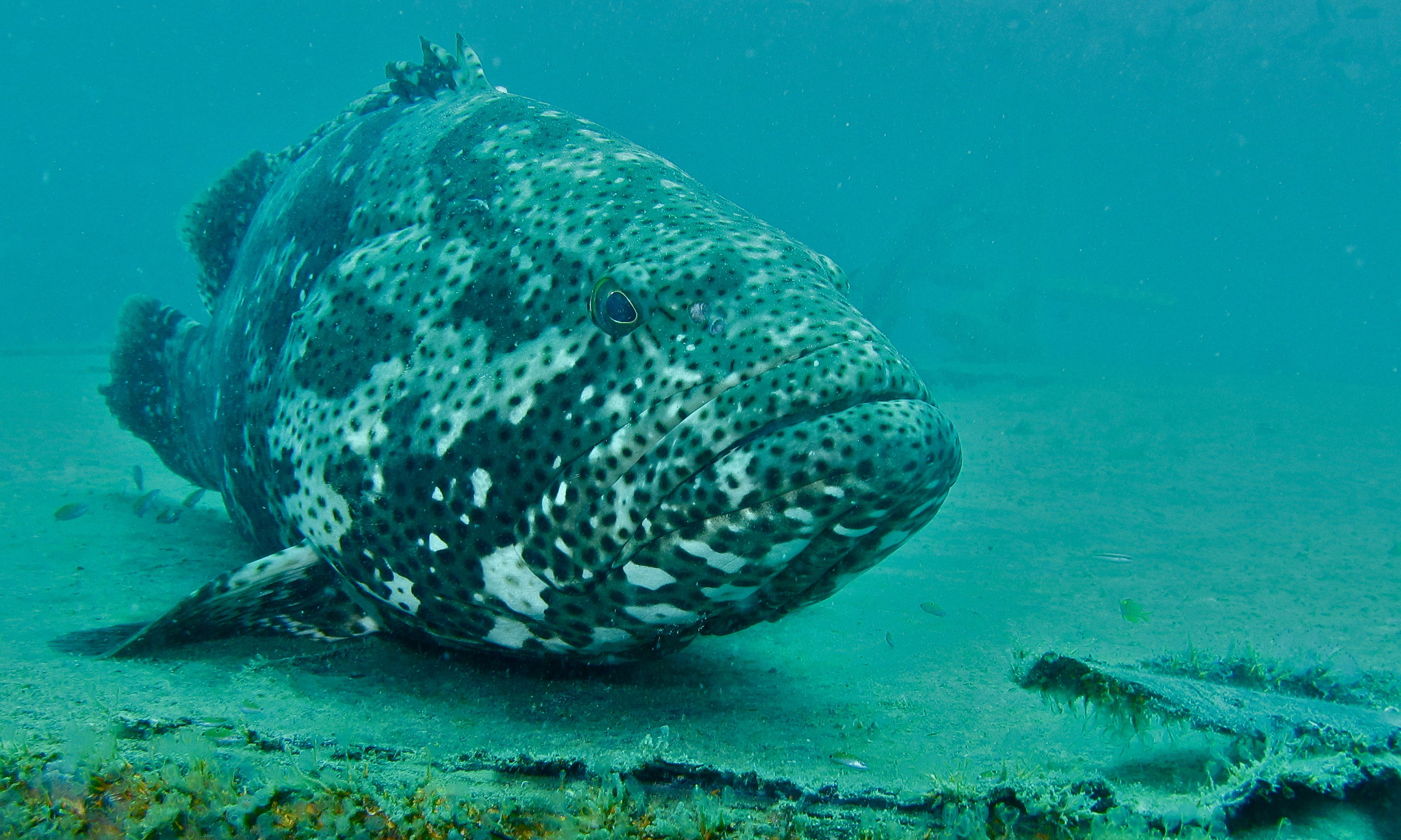
Mérou malabar (Sabah, Malaisie)

Cette espèce de grande taille peut atteindre 234 cm cependant la taille moyenne est de 100 cm. Le corps est massif mais allongé avec une large queue arrondie. La coloration générale est blanchâtre marbrée de brun sombre, de barres sombres, de taches claires et de très nombreux petits points foncés. Cette coloration est plus claire au niveau de la tête.
Cette espèce est proche au niveau de l'apparence physique du Mérou marron (Epinephelus fuscoguttatus).

## Distribution et Habitat
Le mérou malabar est présent dans les eaux tropicales de la région Indo-Ouest Pacifique, soit des côtes orientales de l'Afrique aux îles Tonga, Mer Rouge incluse mais il est absent du Golfe Persique.
Ce mérou peuple des biotopes variés comme les lagons, les mangroves, les fonds sableux, vaseux, et les récifs coralliens comme rocheux. Il est visible entre 2 et 150 m de profondeur. 
Le juvénile vit dans les zones lagunaires ou saumâtres.

## Alimentation
Cette espèce consomme des poissons et des crustacés, parfois des céphalopodes.

## Reproduction
Epinephelus malabaricus est hermaphrodite protogyne, c'est-à-dire qu'il commence sa vie reproductive comme femelle avant de devenir mâle par la suite. Pour ce mérou, la maturité sexuelle chez les mâles n'est atteinte qu'à partir de la taille de 114 cm.